# Cláudia Ohana
Cláudia Ohana, all'anagrafe Maria Cláudia Silva Carneiro (Rio de Janeiro, 6 febbraio 1963), è un'attrice brasiliana.

## Biografia
Figlia della cineasta Nazareth Ohana Silva e sorellastra del regista-sceneggiatore João Emanuel Carneiro, si è affermata nel 1981 sul grande schermo con un ruolo di rilievo nel film Menino do Rio, e sempre nello stesso anno in televisione come protagonista di uno degli episodi della miniserie Brazil. 
Nel 1984 ha lavorato nel film Erendira, svolgendo il ruolo della protagonista omonima.
Nel 1988 è apparsa nel film italiano Love Dream accanto a Christopher Lambert, Diane Lane e Francesco Quinn. 
Dal 1989 ha lavorato soprattutto nelle telenovelas di Rede Globo tra cui Tieta, Guerra dos sexos,  Sol Nascente e Joia Rara. 
Ha posato due volte per Playboy: la prima nel 1985, la seconda molti anni dopo, nel 2008. 

## Vita privata
Di religione ebraica, Cláudia Ohana è stata sposata con Ruy Guerra, il regista di Erendira, dal quale ha poi divorziato. Insieme hanno generato una figlia, l'attrice Dandara Guerra.